# The E.P. Compilation
The E.P. Compilation jest to kompilacja wcześniejszych minialbumów szwedzkiej grupy Refused. Płyta została wydana w dwóch wersjach.

## Lista utworów

### Wersja z 1997
1. „Circle Pit”– 2:15
2. „Lick It Clean” – 3:01
3. „Jag Äter Inte Mina Vänner” – 4:42
4. „Voodoo People” – 3:00 (Cover The Prodigy)
5. „Bullet” – 1:16 (Cover The Misfits)
6. „Cheap” – 1:57
7. „Burn It” – 3:13
8. „Symbols” – 3:41
9. „Sunflower Princess” – 2:00
10. „I Am Not Me” – 2:30
11. „Everlasting” – 3:08
12. „The Real” – 2:34
13. „Pretty Face” – 2:14
14. „Half Mast” – 2:17 (Cover Born Against)
15. „Perception” – 2:24
16. „Who Died” – 1:37
17. „The New Deal” – 2:50
18. „Guilty” – 3:20
19. „Hate Breeds Hate” – 3:04
20. „Break” – 1:58
21. „Where's Equality” – 2:12
22. „Soft” – 2:45
23. „I Wish” / „D.R.S.S.” – 6:48 (Cover Afro Jetz)

### Wersja z 2002
1. „New Noise” – 5:11
2. „Blind Date” – 3:13
3. „Poetry Written in Gasoline” – 7:15
4. „Refused Are Fucking Dead” – 5:45
5. „Rather Be Dead” – 3:23
6. „Jag Äter Inte Mina Vänner” – 4:42
7. „Circle Pit” – 2:17
8. „Lick It Clean” – 3:00
9. „Voodoo People” – 3:00
10. „Burn It” – 3:13
11. „Symbols” – 3:41
12. „Sunflower Princess” – 2:00
13. „I Am Not Me” – 2:30
14. „Everlasting” – 3:08
15. „The Real” – 2:34
16. „Pretty Face” – 2:14